# Чернени
Чернени или Чернене (на албански: Çernena или Çernenë) е село в Република Албания, община Дебър (Дибър), административна област Дебър.

## География
Селото е разположено в историкогеографската област Поле.

## История
Според османско преброяване от 1467 година в Чирнани има 15 домакинства.
След Балканската война в 1913 година селото попада в новосъздадена Албания.
В 1915 година, по време на Първата световна война, селото е анексирано от Царство България. Към 1 март 1916 година Чернене е част от Алайбеглийската община на българската Дебърска околия.
През Първата световна война австро-унгарските военни власти провеждат преброяване в 1916-1918 година в окупираните от тях части на Албания и Чернен е регистрирано като село със 141 албанци мюсюлмани. Езиковедите Клаус Щайнке и Джелал Юли смятат резултатите от преброяването за точни.
До 2015 година селото е част от община Макелари.